# Macelowy
Macelowy, Macelowy Potok – potok spływający z południowych stoków Pienin. Powstaje powyżej Wąwozu Górczyńskiego (Macelowego Wąwozu) z połączenia Kirowego Potoku i Czarnego. Górnym biegiem Macelowego Potoku jest Czarny powstający na wysokości 683 m. Obydwa potoki mają swoje źródła w Pieninach Czorsztyńskich pod szczytami Nowej Góry i Cyrlowej Skały. Macelowy Potok spływa w południowo-wschodnim kierunku przez Wąwóz Górczyński (Macelowy Wąwóz) i pola uprawne Sromowiec Niżnych, gdzie zmienia kierunek na północno-wschodni. Przepływa przez Rówień i uchodzi do Dunajca pod Facimiechem u podnóża Ostrej Skały. Jego dopływami są: Kirowy Potok, Kotłowy Potok, Korciepczany Potok i Szopczański Potok, również spływające z Pienin Czorsztyńskich.
Jest jednym z większych pienińskich potoków. Górna jego część (do wylotu z Macelowego Wąwozu) znajduje się na obszarze Pienińskiego Parku Narodowego. W wylocie jego doliny do Dunajca odkryto znaleziska świadczące o pobycie tutaj 9 tysięcy lat przed naszą erą (późny paleolit) zbieracko-łowieckiej ludności należącej do tzw. kultury tylczakowej. Były to kamienne ostrza broni drzewcowej i narzędzia do obróbki skóry i kości (drapacze, rylce, półtylczaki).
Cała zlewnia Macelowego Potoku znajduje się w obrębie wsi Sromowce Niżne w województwie małopolskim, w powiecie nowotarskim, w gminie Czorsztyn.